# 小行星3531
小行星3531（3531 Cruikshank）是一颗绕太阳运转的小行星，为主小行星带小行星。该小行星于1981年3月30日发现。

## 轨道参数
小行星3531的轨道半长轴为2.6253048 UA，离心率为0.145。